# CSKA Moscou
El CSKA Moscou o TsSKA Moscou (en rus: Центральный Спортивный Клуб Армии, Tsentralni Sportivni Klub Àrmii, en català: Club Esportiu Central de l'Exèrcit) és un club poliesportiu de la ciutat de Moscou, a Rússia. És el club que ha guanyat més Copes d'Europa, 72, en les diverses disciplines que es juga : 20 d'esgrima, 20 d'hoquei gel, 13 de voleibol, 7 de bàsquet, 3 d'escacs, 3 de voleibol femení, 2 d'esgrima femení, 1 de handbol i 1 de waterpolo.

## Història
El CSKA de Moscou va ser fundat el 1911. Al llarg de la seva història ha rebut les següents denominacions, abans de l'actual: OLLS (1911-23), OPPV (1923-27), CDKA (1928-50), CDSA (1951-56) i CSK MO (1957-59).
El club és una societat anònima on el principal accionista era l'empresa petroliera Sibneft, actualment l'empresa s'anomena Gazprom Neft, propietat del multimilionari rus Roman Abramóvitx. L'any 2005 Gazprom Neft va cancel·lar el contracte després que Gazprom va comprar una participació majoritària de l'equip de primera divisió de futbol russa FC Zenit de San Petersburgo.
El club encara està actiu en més de 40 disciplines esportives, les quals han produït més de 463 campions olímpics per la Unió Soviètica o Rússia, 2.629 medalles d'or en Campionats Europeus o del Món i 11.000 campions en les competicions locals de la Unió Soviètica o Russia. Les més destacades el futbol, el basquetbol, l'hoquei gel (1946), el voleibol, el waterpolo o el tennis. Durant els temps de la Unió Soviètica era el club de l'Exèrcit Roig. Les seves seccions més importants són professionals.

## Presidents
| Període      | President         |
| ------------ | ----------------- |
| 1923–1924    | Rebrik D. M.      |
| 1924–1938    | Vernikovsky B. A. |
| 1939–1940    | Sretensky E. S.   |
| 1943–1947    | Vasiljev D. M.    |
| 1948–1949    | Andreev V. A.     |
| 1950–1952    | Halkiopov P. V.   |
| 1952–1953    | Somov M. M.       |
| 1953–1956    | Sysoev V. D.      |
| 1956–1961    | Novgorodov        |
| 1962–1969    | Schitov N. P.     |
| 1969–1970    | Chanyshev A. H.   |
| 1970–1976    | Tabunov I. D.     |
| 1976–1982    | Pokusaev I. K.    |
| 1983–1987    | Bludov Y. M.      |
| 1987–1989    | Zaharov V. A.     |
| 1989–1992    | Akentjev A. V.    |
| 1992–1994    | Lagovsky S.M.     |
| 1994–1998    | Baranovsky A.     |
| 1998–2002    | Mamiashvili M.    |
| 2002         | Nino N.           |
| 2002–2006    | Smorodskaya O.    |
| 2006–2009    | Kuschenko S.      |
| 2009         | Pak A.            |
| 2009–2012    | Shlyachtin D.     |
|              | Ovsyannikov Y.    |
|              | Lukashov V.       |
| 2014–2017    | Baryshev M.       |
| 2017–present | Gromov A.         |